# Manche (poignée)
Pour les articles homonymes, voir Manche.

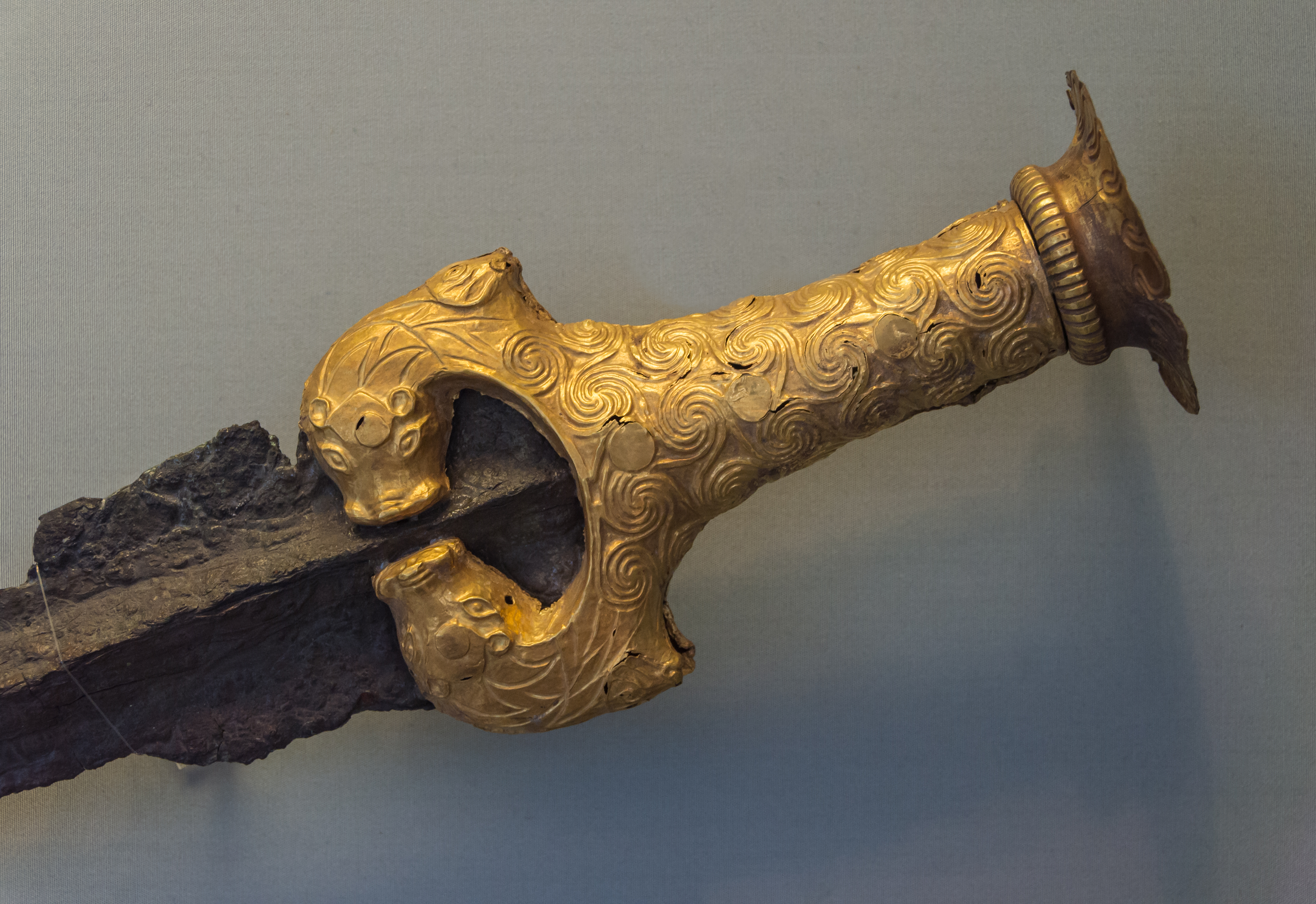
Le manche en or d'une dague mycénienne exposée au musée national archéologique d’Athènes.

Le manche est la partie d'un outil directement en contact avec la main. Dans la majorité des cas il s'agit d'une pièce souvent longue en bois, en matière plastique ou parfois en métal rapportée à la partie active de l'outil. Lorsqu'il est particulièrement adapté à une tenue par main(s) refermée(s), il est dénommé poignée.
La pelle, la cognée, le marteau ou le tournevis ont un manche.

## Classification

### Matériaux
- Pour les manches en bois, le frêne et le carya (Amérique du nord) sont particulièrement adaptés. De par le monde, beaucoup des bois de fer ; dans les sous-tropiques, le garcinia intermedia ; dans le sous-continent indien, le grewia damine ; au Sri Lanka, le memecylon capitellatum ; en Asie du sud et du sud-est, le padauk de Birmanie ; aux Philippines, le xanthostemon verdugonianus ; en Afrique centrale, le zanha africana ; à l'est, le gommier (espèce introduite) ; en Afrique de l'ouest, le kinkeliba et le microberlinia brazzavillensis ; au sud, le thespesia garckeana ;  dans le sud-ouest des États-Unis d'Amérique, l'ostrya knowltonii ; au Mexique, le quercus crassifolia ; en Amérique du sud, le quebracho blanc et le tala ; au Chili, le meli ; sur les îles Hawaïennes, le pouteria sandwicensis (ʻālaʻa, āulu, et elaa).
- Les matières plastiques sont désormais sans aucune limite. Elles sont toutefois encore peu usitées pour les outils à grand manche.
- L'aluminium, et l'acier sont les deux métaux les plus employés dans la réalisation de manches. Ils sont alors tubulaires pour une plus grande légèreté.

### Formes
- cylindrique sur la pelle, le balai et les petits outils de jardin.
- de section oblongue sur le marteau ou la hache.
- en barillet sur la truelle de maçon.

### Assemblage
L'emmanchement est différent suivant l'usage de l'outil : la liaison doit supporter les efforts à transmettre.
- Le marteau et la pelle ont un manche en pointe. Pour la pelle un arrêt est obtenue par une pointe radiale. Sur le marteau il s'agit souvent d'un coin enfoncé dans l'axe.
- La cognée ou la masse ont un emmanchement conique inversé. Ainsi, l'effet centrifuge ne peut pas disloquer l'outil. La section est donc plus petite près des mains.
- Les tournevis anciens et les ciseaux à bois sont emmanchés par coincement. Un cerclage empêche l'éclatement du bois.
- Les râteaux à faner sont assemblés par tenon et mortaise.
- la brosse des balais ménagers est aujourd'hui vissée sur le manche.

### Fabrication des manches en bois

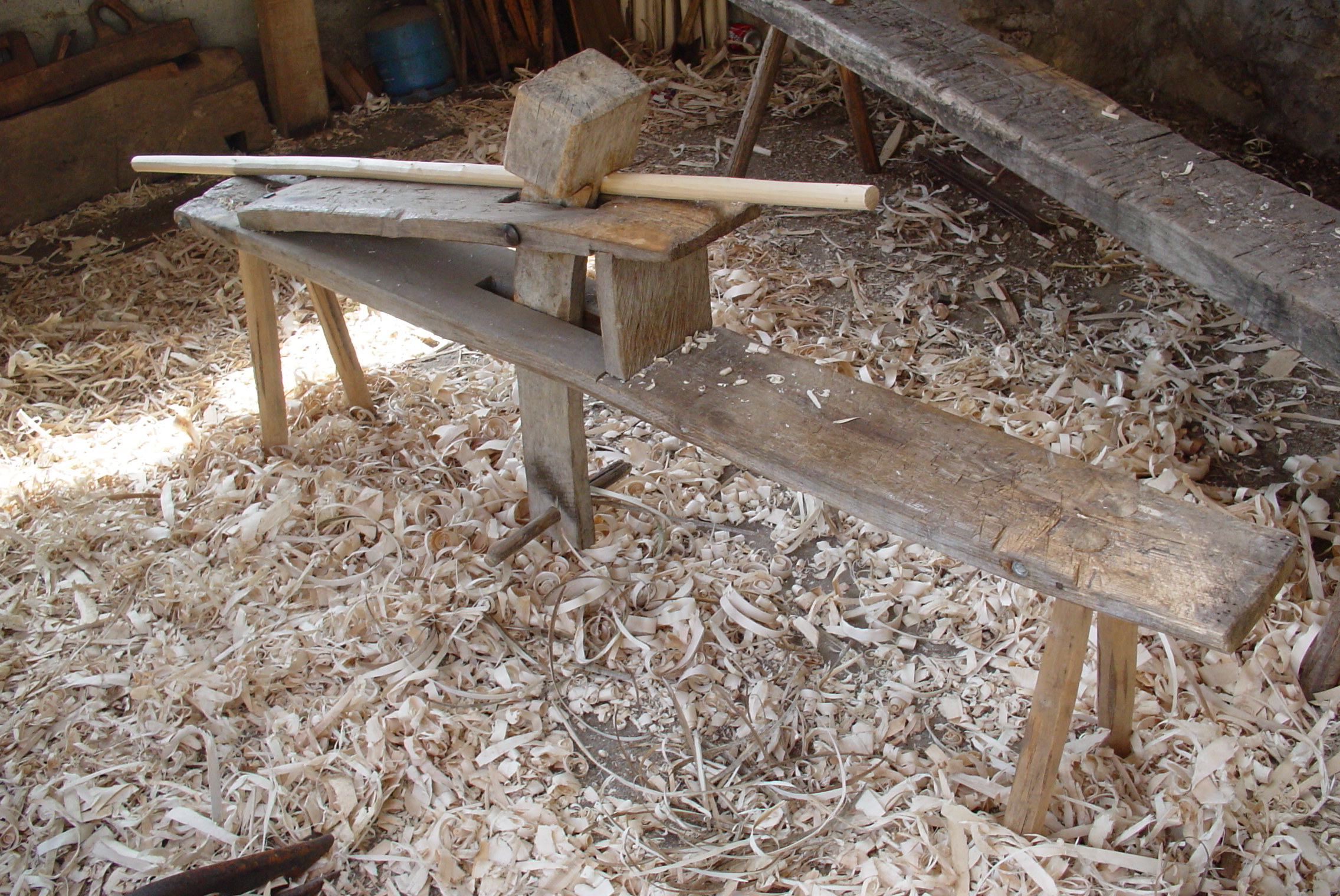
Banc d'âne utilisé pour le maintien des manches pendant leur fabrication

Le banc d'âne est particulièrement adapté pour le dégauchissage des manches de grands outils et la mise en forme de la partie emmanchée. La pièce est immobilisée par le levier actionné par les pieds. La forme du manche est alors obtenue par un travail à la plane.

### Expression populaire
L'expression "Manche à couille" sert à pointer l'incompétence caractérisée d'une ou d'un groupe de personnes. 